# Ica megye
Ica megye Peru egyik megyéje, az ország délnyugati részén található. Székhelye Ica.

## Földrajz
Ica megye Peru délnyugati részén helyezkedik el. Területének legnagyobb részét sivatag borítja, keleten az Andok peremét éri el. Szárazföldi részének legnyugatibb pontja a Paracas-félsziget. Északon Lima, északkeleten Huancavelica, keleten Ayacucho, délkeleten Arequipa megyével, délnyugaton és nyugaton pedig a Csendes-óceánnal határos.

### Tartományai
A megye 5 tartományra van osztva:
- Chincha
- Ica
- Nazca
- Palpa
- Pisco

## Népesség
A megye népessége a közelmúltban folyamatosan növekedett:
| Év   | Lakosság |
| ---- | -------- |
| 1940 | 140 898  |
| 1961 | 255 930  |
| 1972 | 357 247  |
| 1981 | 433 897  |
| 1993 | 565 686  |
| 2007 | 711 932  |

## Képek

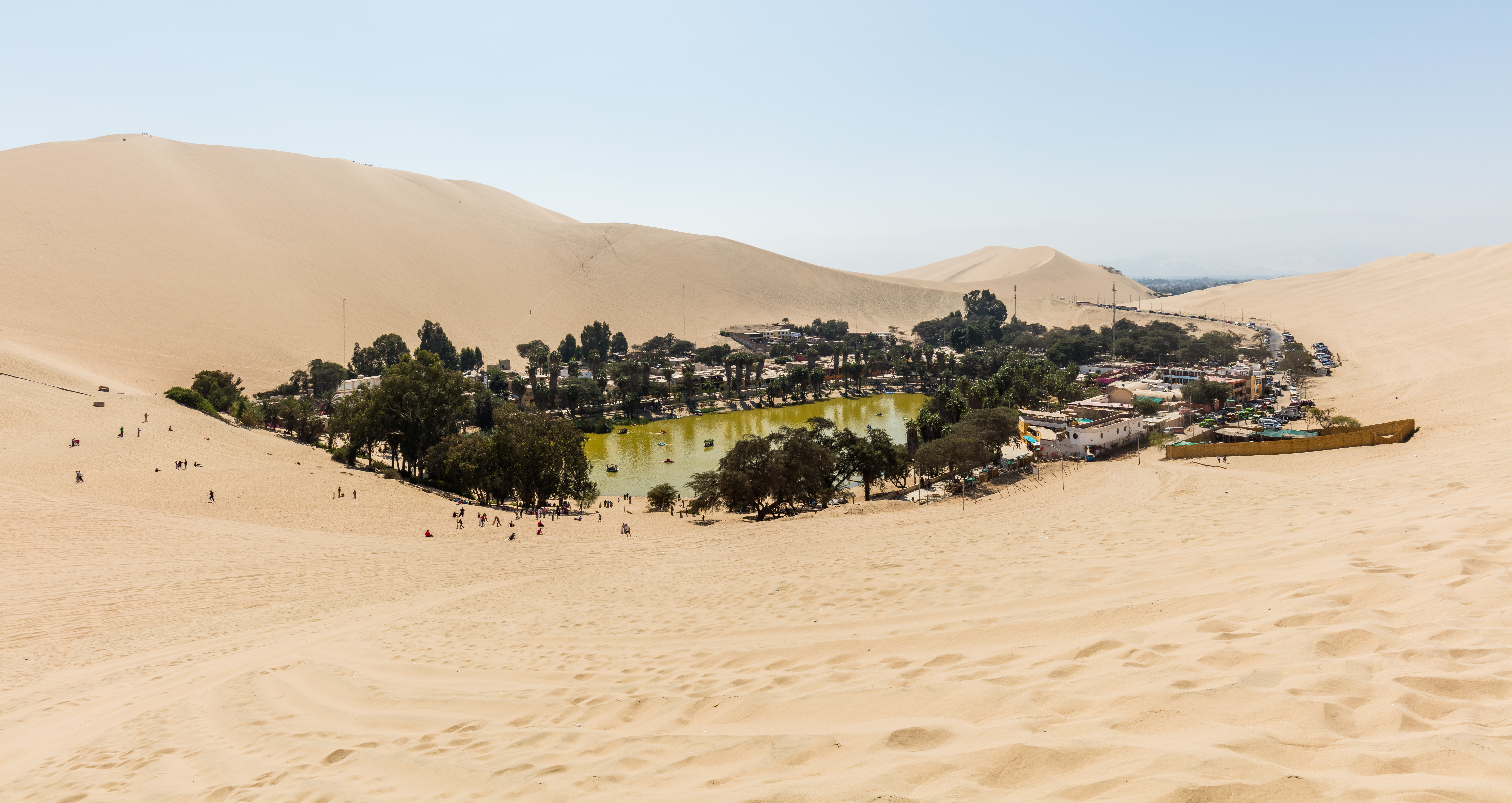
A huacachinai oázis
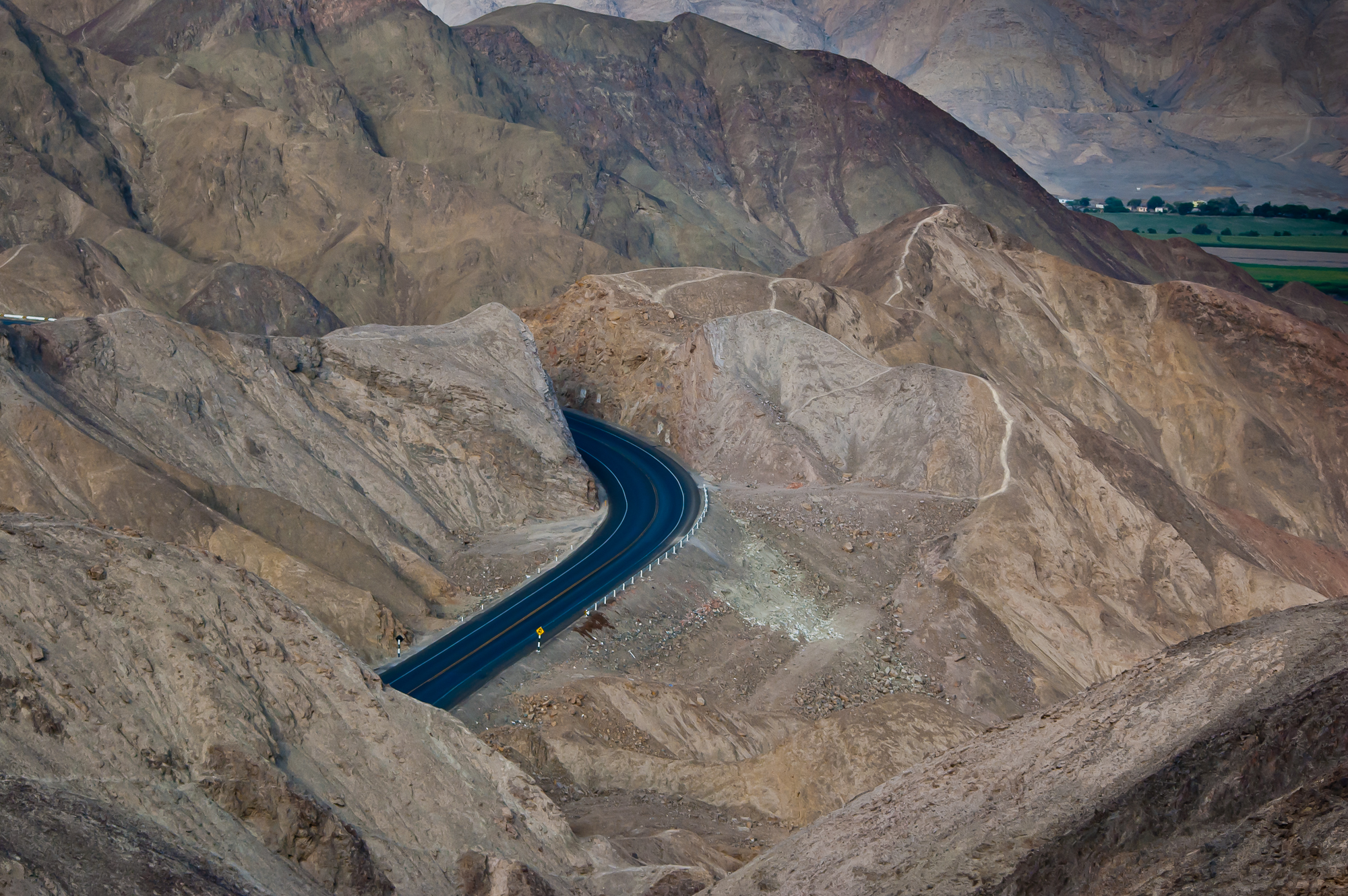
Hegyi út Paracas és Nazca között
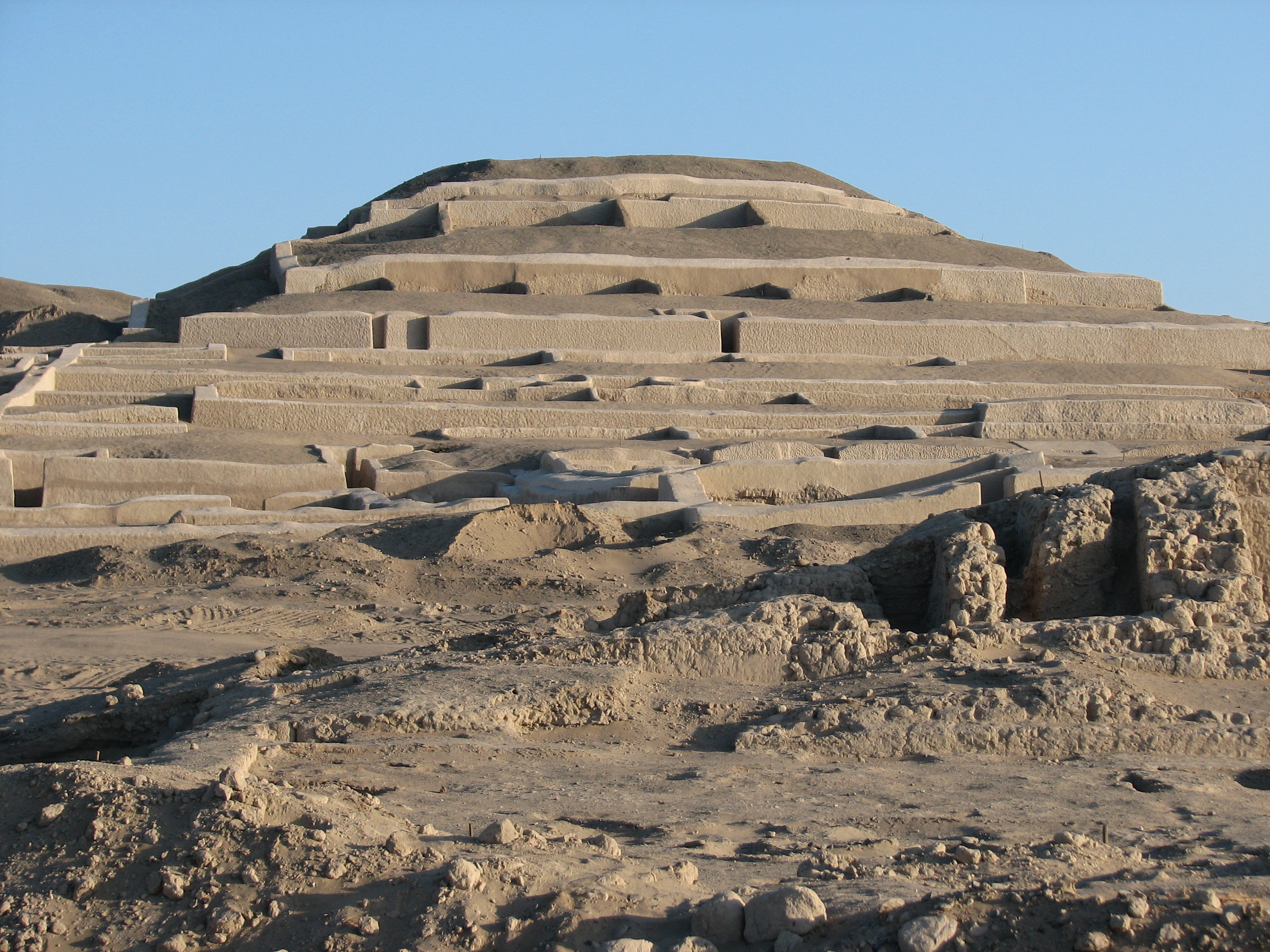
A Cahuachi régészeti lelőhely
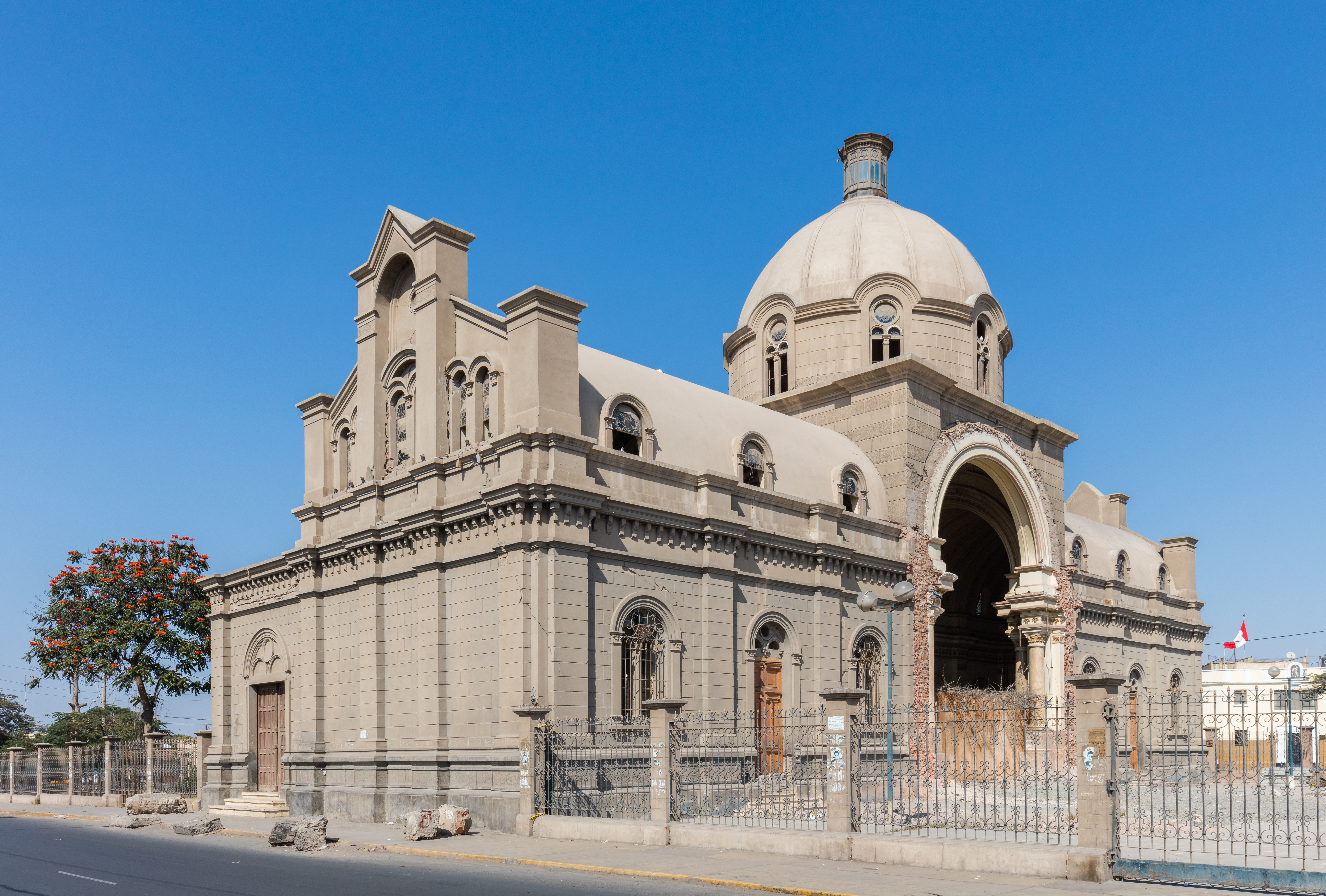
Templom a megyeszékhelyen, Icában